# Menaggio
Menaggio (lombardul: Menas) település Olaszországban, Lombardia régióban, Como megyében. Lakosainak száma 3040 fő (2023. január 1.). Menaggio Grandola ed Uniti, Griante, San Siro, Tremezzina, Plesio, Perledo és Varenna községekkel határos.

## Népesség
A település lakossága az elmúlt években az alábbi módon változott:
| Lakosok száma | 3091 | 3107 | 3040 |
|               | 2017 | 2018 | 2023 |